# 382 (szám)
A 382 (római számmal: CCCLXXXII) egy természetes szám, félprím, a 2 és a 191 szorzata.

## A szám a matematikában
A tízes számrendszerbeli 382-es a kettes számrendszerben 101111110, a nyolcas számrendszerben 576, a tizenhatos számrendszerben 17E alakban írható fel.
A 382 páros szám, összetett szám, azon belül félprím, kanonikus alakban a 21 · 1911 szorzattal, normálalakban a 3,82 · 102 szorzattal írható fel. Négy osztója van a természetes számok halmazán, ezek növekvő sorrendben: 1, 2, 191 és 382.
A 382 négyzete 145 924, köbe 55 742 968, négyzetgyöke 19,54482, köbgyöke 7,25584, reciproka 0,0026178. A 382 egység sugarú kör kerülete 2400,17679 egység, területe 458 433,76638 területegység; a 382 egység sugarú gömb térfogata 233 495 598,3 térfogategység.